# Années 1070
Les années 1070 couvrent la période de 1070 à 1079.

## Évènements
- 1069-1076 : réformes économique de Wang Anshi en Chine[1].
- Vers 1070–1230 : dynastie hindoue des Sena sur le delta du Gange[2].
- Vers 1070-1080 : Saint-Omer est une des premières villes septentrionales à bénéficier d’institutions communales[3].
- Vers 1070 : Rabbi Salomon ben Isaac, connu sous le nom de Rashi, fonde à Troyes une école rabbinique[4].

- 1071-1077 : l'Empire byzantin perd l'Asie mineure au profit des Seldjoukides après la bataille de Manzikert et la fondation du sultanat de Roum[5].
- 1072-1089 : Lanfranc nommé archevêque de Cantorbéry par Guillaume le Conquérant en 1070, lance un programme de réorganisation et de réforme de l’Église anglicane[6],[7]. Il conforte sa position en subordonnant l’archevêché d'York à celui de Cantorbéry. Il soutient la politique de Guillaume visant à remplacer des prélats anglais par des évêques normands, tant pour renforcer l’autorité normande que pour chasser les éléments corrompus de l’Église anglicane. Bien que défendant la souveraineté du pape, il s’associe à Guillaume pour tenter de préserver l’indépendance de l’Église anglicane. En même temps, il exige d’être affranchi de toute influence royale et séculière.
- 1073-1075 : soulèvement de la Saxe[8].
- Vers 1074 : querelle entre le patriarche d’Alexandrie Christodulos (1047-1077) et le vizir du Caire Badr al-Djamali (1074-1094), au sujet de brimades qu’aurait infligées l’évêque de Nubie Victor aux musulmans. Le patriarche est mis en prison, puis libéré après sa disculpation. Il obtient alors d'envoyer une mission en Éthiopie où un certain Abdoun s'est imposé comme Aboun (métropolite d’Éthiopie). Christodule décide de régulariser cet évêque qu’il n’a pas désigné, mais la mission conduite par Mercure, évêque de Wasim, près de Gizeh, échoue (1076-1077). Avec l’accord du vizir Badr al-Djamali, Christodule envoie donc en Éthiopie un nouvel évêque, Sévère, neveu de Victor de Nubie, qui a pour mission principale de faciliter les relations entre l’Égypte et l’Éthiopie et de favoriser la construction de mosquées. Sévère entre en conflit avec Abdoun, qui finalement se réfugie à Dahlak, où le sultan le livre aux Égyptiens qui le font mettre à mort en 1086. La construction des mosquées se heurte à l'opposition de la population chrétienne soutenue par le Négus[9].

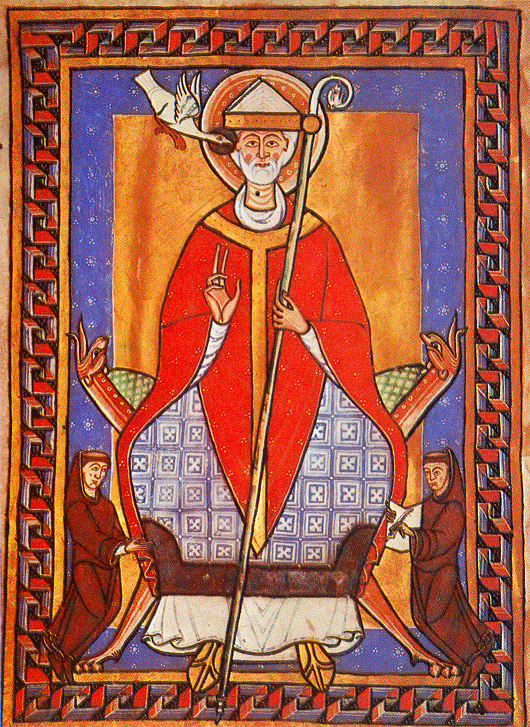
Grégoire VII

- 1075 : réforme grégorienne ; décrets du pape Grégoire VII (1074-1075) qui proclament la primauté de Rome sur l’Église, interdisent le mariage des prêtres, la simonie et les investitures laïques)[10]. Ils déclenchent la querelle des Investitures (1076-1122)[11]. Des légats envoyés dans tous les pays d’Occident ont mission de déposer les clercs coupables déchus. Les souverains et la noblesse laïque d’Allemagne, de France, d’Angleterre et d’Italie du Nord soutiennent leur clergé[12].
- 1075-1076 : révolte des comtes en Angleterre[13].
- 1077 : pénitence de Canossa[11].

## Personnages significatifs

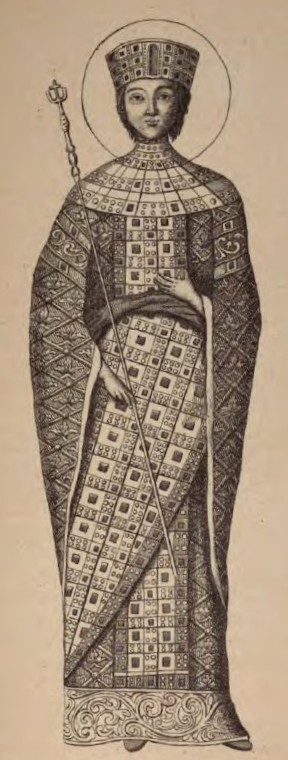
Marie d'Alanie

- Alexis Comnène
- Al-Mustansir Billah
- Alp Arslan
- Alphonse VI de Castille
- Anselme de Cantorbéry
- Atsiz ben Auq
- Boleslas II de Pologne
- Dmitar Zvonimir
- Géza Ier de Hongrie
- Grégoire VII
- Guillaume le Conquérant
- Hassan ibn al-Sabbah
- Henri IV du Saint-Empire
- Iziaslav Ier
- Ladislas Ier de Hongrie
- Ladislas Ier Herman
- Lanfranc
- Magnus Ier de Saxe
- Malik Shah Ier
- Marie d'Alanie
- Michel VII Doukas
- Michel Psellos
- Nicéphore Basilakios
- Nicéphore III Botaniatès
- Nicéphore Bryenne
- Nizam al-Mulk
- Omar Khayyam
- Philippe Ier de France
- Robert Guiscard
- Robert Ier de Flandre
- Rodrigo Diaz de Bivar
- Rodolphe de Rheinfelden
- Roussel de Bailleul,
- Sanche Ier d'Aragon
- Shirakawa (empereur)
- Stanislas de Szczepanów
- Suleyman ibn Kutulmuch
- Thierry V de Hollande
- Vratislav II de Bohême
- Wang Anshi